# Великий катехізис Мартіна Лютера
Великий катехизис (нім. Der Große Katechismus) — катехізис, написаний доктором Мартіном Лютером та опублікований в 1529 році. Книга складається з творів написаних Лютером і зібраних воєдино християнських канонічних текстів. У першу чергу катехизис адресувався священнослужителям, щоби допомогти у навчанні парафіян Божого ладу. Напроти великого існує малий катехизис, який подає інформацію в дещо скороченому вигляді, проте без втрати змісту.

## Передумови
Головним поштовхом до створення катехизиси є прагнення донести головні елементи біблійних традицій із покоління в покоління. Дотримуючись церковної практики пізнього Середньовіччя, реформатори регулярно проповідували Десять заповідей, Апостольські Символи віри й молитву Господню, починаючи з 1517. У 1520 р. Лютер опублікував «Коротку форму Десяти заповідей, коротку форму віри, коротку форму молитви Господньої», де вперше перші три основні уривки з'явилися в такому порядку та призначенні. Разом з Йоганном Бугенхагеном він також приділяв особливу увагу правильному розумінню таїнств, починаючи з 1525 року. Реформатори пов'язували положення Святого Письма з їх застосуванням у богослужінні та повсякденному житті вірян. Те, що виходить за ці межі, більше не є предметом доктрини; так, всі позитивні посилання на молитви Марії, яким приділялася особлива увага до середньовічної церкви, відкидаються.

## Публікація
У 1528 році Лютер здійснив поїздку саксонськими провінційними парафіями, яка показала йому, що християнська віра була відома церковному народу неповно і спотворено. Тому восени/взимку 1528 року він переробив свої проповіді на матеріалі Катехизи в підручник для пасторів. У січні 1529 робота призупинилася, щоби спочатку опублікувати Малий катехизис (спочатку у вигляді окремих відбитків з пластин). Навесні 1529 він знову читав проповіді й на їх основі закінчив Великий катехизис. Перше видання у вигляді книги було видано Георгом Рау у Віттенберзі у квітні 1529 року під назвою «Німецький катехизис». Вона містила передмову, а також докладне введення в Десять заповідей, Символ віри, молитву «Отче наш» та обряди Хрещення та Святого Причастя. Починаючи з другого видання, що вийшов того ж року, Великий катехизис включав «Умовляння до сповіді». Це видання було оздоблене багатими ілюстраціями, частково виконаними Лукасом Кранахом Старшим. Мартін Лютер написав другу передмову в 1530 для третього видання; його також включено до останнього видання, відредаговане його рукою у 1538 році.
Одним із перших перекладів великої катехизи був нижньонімецький варіант, виконаний Йоханнесом Бугенхагеном. Гуманіст Вінцентій Обсопоус забезпечив видання латинською невдовзі після появи першого друкованого видання, яке значно збільшилося у розмірах завдяки включенню тлумачень та цитат із давніх письменників.
Разом з малим катехизмом, великий катехизис був прийнятий у Книзі Згоди (1580) і є частиною склепіння доктрин Євангелічно-лютеранської церкви.

## Зміст
- Передмова (від 1530 або 1528 року)
- Десять заповідей Божих
- Символи віри
- Молитва «Отче наш»
- Про хрещення
- Таїнство Євхаристії (причащання)
- Короткі настанови щодо сповідей

## Український переклад
- Великий Катехізис / пер. укр. мовою І. Ткач; ред. В. Горпинчук. Горлиця: Українська Лютеранська Церква, 2002. 152 с.[1]